# Lufubu
Lufubu è un ward dello Zambia, parte della Provincia di Luapula e del Distretto di Kawambwa.